# 해리건 씨의 전화기
《해리건 씨의 전화기》(영어: Mr. Harrigan's Phone)는 2022년 공개된 미국의 초자연 성장 공포 영화이다. 스티븐 킹의 동명 중편 소설이 원작이며, 존 리 행콕이 연출과 각본을 맡았다. 도널드 서덜랜드, 제이든 마텔 등이 출연하였다.
평단으로부터 엇갈린 평가를 받았다.

## 줄거리
2003년 어린 크레이그는 은퇴한 사업가 존 해리건 씨에게 매주 세 번 책을 읽어주며 친구가 된다. 5년 뒤 고등학교에 진학한 크레이그는 해리건 씨가 크리스마스 선물로 첫 아이폰을 선물하자 해리건 씨에게 받았던 복권의 당첨액으로 역시 아이폰을 선물해 보답한다. 해리건 씨가 노령으로 사망한 뒤 크레이그는 해리건 씨의 아이폰을 몰래 관에 집어넣는다. 
해리건 씨가 자신 앞으로 신탁 자금을 남겼다는 걸 알게 된 크레이그는 해리건 씨의 아이폰에 전화해 감사의 마음을 표현해본다. 다음 날 아침 크레이그는 해리건 씨의 아이폰에서 발송된 의미불명의 문자 메시지를 발견한다. 아버지는 이를 단순 오류로 치부한다. 
동창 케니에게 괴롭힘을 당한 크레이그는 다시 해리건 씨에게 전화해 케니가 한 짓을 혼잣말처럼 떠들며 위안을 받는다. 다음 날 케니가 죽은 채로 발견되자 두려워진 크레이그는 아이폰을 신형으로 교체하고 옛 아이폰을 치워둔다. 
보스턴에서 언론을 전공하던 크레이그는 고등학교 시절 자신을 지탱해준 교사 하트 씨가 교통 사고로 사망했으며 약혼자는 중상을 입었다는 소식을 접한다. 음주 운전 가해자 딘 휘트모어는 감옥 대신 치료소에 들어간다. 분노한 크레이그는 옛 아이폰으로 해리건 씨에게 전화를 걸어 휘트모어의 죽음을 소망한다. 휘트모어가 유서에 해리건 씨의 벨소리인 태미 와이넷의 "Stand by Your Man" 가사를 남기고 샤워 도중 샴푸와 하트 씨가 애용하던 브랜드 비누를 삼키고 자살하자 크레이그는 충격을 받는다. 
크레이그는 해리건 씨의 무덤을 찾아 그간 남겼던 메시지에 대해 사과한다. 해리건 씨가 보냈던 문자들이 이제 그만 자신을 편히 안식하게 해달라는 의미였다고 추측한 크레이그는 마을 채석장 물 속에 옛 아이폰을 던져넣는다. 

## 출연
- 도널드 서덜랜드 - 존 해리건 역
- 제이든 마텔 - 크레이그 풀 역
- 조 티핏 - 풀 씨 역
- 커비 하월뱁티스트 - 하트 씨 역
- 사이러스 아널드 - 케니 얭커비치 역